# Veraz
Pour plus de détails, voir Fiche technique et Distribution.
Veraz est un film français réalisé par Xavier Castano sorti en 1991.

## Synopsis
Le film est un hymne à la nature.
Théo est un adolescent, son père le conduit dans une école privée catholique dans le Sud-Ouest dans laquelle il sera contraint de terminer ses études. Lors d'un arrêt dans une station essence, le jeune Théo en profite pour s'enfuir et se réfugier dans la montagne. Un milieu hostile pour ce jeune fugueur qui ne connaît rien de la nature. Il fait la connaissance de Quentin, un vieil homme solitaire qui vit dans la montagne loin des hommes et se bat pour sauvegarder les derniers ours dans les Pyrénées. C'est un voyage initiatique dans lequel le vieil homme va lui apprendre à vivre dans la forêt et à comprendre le monde sauvage. Théo ressortira grandi de cette expérience. 
Noël Sisinni, l'auteur du scénario original, est très attaché à la transmission du savoir, il a écrit plusieurs scripts sur ce thème.

## Fiche technique
- Titre du film : Veraz
- Titre alternatif : Vent contraire
- Réalisation : Xavier Castano
- Scénario : Martin Brossollet, Xavier Castano, Saskia Cohen-Tanugi, François Delaroyère et Noël Sisinni
- Musique : Frank Langolff
- Photographie : Dominique Chapuis
- Montage : Noëlle Boisson
- Production : Stéphane Sorlat
- Société de production : Aries Productions & Investissements, Ciné Cinq, Creativos Asociados de Radio y Televisión, Darblay S.A., Ellepi Films, Pyramide Productions et Sociedad General de Televisión
- Société de distribution : Pyramide Distribution (France)
- Pays :  France,  Espagne et  Italie
- Genre : aventures et drame
- Durée : 100 minutes
- Dates de sortie : 
  - France : 21 juin 1991

## Distribution
- Kirk Douglas : Quentin
- Richard Bohringer : Père de Theo
- Marie Fugain : Mirentchu
- Jean-Michel Portal : Theo
- Roger Souza : Bertou
- Marcel Gaubert : Père de Mirentchu
- Patrick Ascargorta : Le maire